# Ministre des Affaires étrangères et des Expatriés (Syrie)
Pour les articles homonymes, voir Ministère des Affaires étrangères.
Le ministre des Affaires étrangères et des Expatriés (en arabe : وزير الخارجية والمغتربين) de la Syrie est le membre du gouvernement syrien responsable de la diplomatie. Poste devenu vacant au moment de la chute du régime Assad, les fonctions de ministre des Affaires étrangères sont depuis le 21 décembre 2024 occupées au sein du gouvernement de transition syrien par Assaad Hassan el-Chibani.

## Liste
| Période   | Nom                                   | Portrait | Parti politique |
| --------- | ------------------------------------- | -------- | --------------- |
| 1970-1984 | Abdel Halim Khaddam (1932-2020)       |          | Parti Baas      |
| 1984-2006 | Farouk el-Chareh (né en 1938)         |          | Parti Baas      |
| 2006-2020 | Walid al-Mouallem (1941-2020)         |          | Parti Baas      |
| 2020-2024 | Fayçal al-Meqdad (né en 1954)         |          | Parti Baas      |
| 2024      | Bassam al-Sabbagh (né en 1969)        |          | Parti Baas      |
| 2024      | Assaad Hassan el-Chibani (né en 1987) |          | HTC             |